# François Quesnay
François Quesnay (4 de junio de 1694 - Versalles, 16 de diciembre de 1774) fue un economista francés de la escuela fisiocrática, siendo de profesión médico cirujano.
Es conocido por haber publicado en 1758 el "Tableau économique" (Cuadro económico), que sentó las bases de las ideas de los fisiócratas. Esta fue quizás la primera obra que intentó describir el funcionamiento de la economía de forma analítica, y como tal puede considerarse una de las primeras contribuciones importantes al pensamiento económico. Su Le Despotisme de la Chine, escrito en 1767, describe la política y la sociedad chinas, y su propio apoyo político al despotismo ilustrado.

## Biografía
François Quesnay nació en Méré, en el actual departamento Yonne, cerca de París, hijo de un pequeño terrateniente (y no un abogado como dice una persistente leyenda). A la edad de dieciséis años empezó su aprendizaje como cirujano, partió hacia París, donde estudió medicina y cirugía y, tras obtener la calificación de maestro cirujano se estableció en Mantes. En 1737 fue designado secretario perpetuo de la academia de cirugía fundada por François Gigot de La Peyronie, y pasó a ser cirujano del rey. En 1744 se graduó como doctor de medicina, se le concedió primero el cargo de médico del rey para más tarde ser ascendido a primer médico consultor, instalándose en el Palacio de Versalles. Sus aposentos estaban en el entresuelo. Luis XV tenía a Quesnay en alta estima, y acostumbraba a llamarle "mi pensador"; cuando le otorgó título nobiliario le asignaría como armas tres flores de pensamiento (en francés, como en castellano, la palabra que nombra a la flor, pensée, también tiene el significado pensamiento), con el lema Propter excogitationem mentis.
Se dedicó principalmente a los estudios económicos, tomando parte en las intrigas palaciegas, en las que estuvo perpetuamente involucrado. Fue, a su vez, pionero en el uso de modelos primitivos de programación matemática en sus estudios económicos, antecedente directo de lo que hoy se conoce como investigación operativa. Conoció –aproximadamente en 1750– a Vincent de Gournay (1712-1759), que también fue un pionero del pensamiento económico, y alrededor de esta pareja se formaría progresivamente el grupo filosófico de los economistas o fisiócratas. Sus discípulos más destacados fueron: Victor Riquetti, marqués de Mirabeau (autor de L'Ami des hommes, 1745-1760 y Philosophie rurale, 1763); Nicolas Badeau (Introduction a la philosophie économique, 1771); G. F. Le Trosne (De l'ordre social, 1777); André Morellet, conocido por sus disputas con Ferdinando Galiani sobre el comercio de grano durante la Guerra de la Harina; Mercier Larivière, y Dupont de Nemours. Adam Smith, que durante su visita al continente con Henry Scott pasó algún tiempo en París conocería a Quesnay y a algunos de sus seguidores, homenajeó sus servicios científicos en su obra La riqueza de las naciones.
Quesnay murió el 16 de diciembre de 1774 y tuvo suficiente tiempo como para ver a su discípulo Turgot en el cargo de ministro de finanzas. Casado en 1718, tuvo un hijo y una hija. Su nieto sería miembro de la Asamblea legislativa (Francia).
Fue el creador de la escuela fisiócrata, en la que se sostenía que la agricultura era el único medio para generar riquezas en un país, basándose en las experiencias de Inglaterra.

## Obras
No pierdan jamás de vista el soberano y la nación que la tierra es la única fuente de riquezas, y que es la agricultura quien las multiplica. Pues el aumento de las riquezas asegura el de la población; los hombres y las riquezas hacen prosperar la agricultura, extienden el comercio, estimulan la industria, acrecen y perpetúan las riquezas. De tan abundoso manantial depende el logro de todas las partes de la administración del reino.
F Quesnay: Maximes générales du guvernement économique d'un royaume agricole (1767)

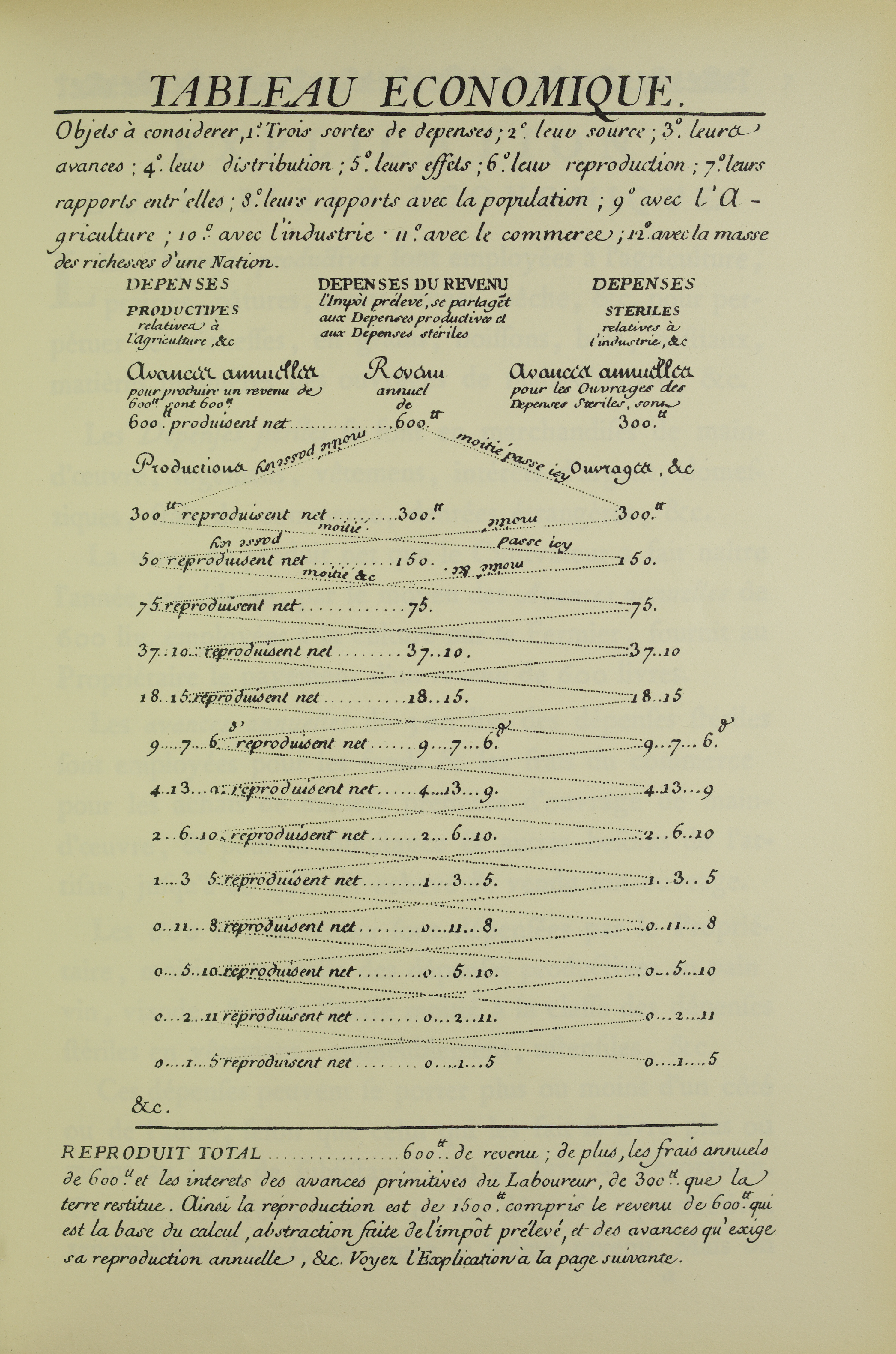
Tableau economique, 1965

En 1758 publicó el Tableau économique, que contenía los principios de las ideas de los fisiócratas (es también llamado el padre del fisiocratismo). Este es quizá el primer trabajo que intenta describir el funcionamiento de la economía de forma analítica y puede considerarse la primera contribución importante al pensamiento económico.
Las publicaciones en las que Quesnay expuso su sistema fueron: dos artículos, sobre "Fermiers" (granjeros) y sobre "Grains" (granos) en la L'Encyclopédie de Diderot y D'Alembert (1756, 1757), un tratado sobre las leyes naturales en la Physiocratie de Dupont de Nemours (1768); Maximes générales de gouvernement economique d'un royaume agricole (máximas generales del gobierno económico de un reino agrícola) (1767) y la publicada simultáneamente, Tableau économique avec son explication, ou extrait des économies royales de Maximilien de Bethune, duc de Sully (con el famoso lema Pauvres paysans, pauvre royaume; pauvre royaume, pauvre roi: campesinos pobres, reino pobre; reino pobre, rey pobre); Dialogue sur le commerce et les travaux des artisans, y otras piezas menores.
Sus escritos económicos se recogen en el segundo volumen de los Principaux économistes, publicados por Guillaumin con prefacio y notas de Eugène Daire; también sus OEuvres économiques et philosophiques estaban introducidas por August Oncken (1888); una reimpresión en facsímil de la Tableau économique a partir del original sería publicada por la British Economic Association (1895). El resto de sus escritos fueron el artículo Évidence en la Encyclopédie y Recherches sur l'évidence des vérites geometriques, con un Projet de nouveaux éléments de géometrie, 1773. El Elogio de Quesnay fue pronunciado en la Academia francesa de ciencias por Grandjean de Fouchy.

## Trabajos de su autoría

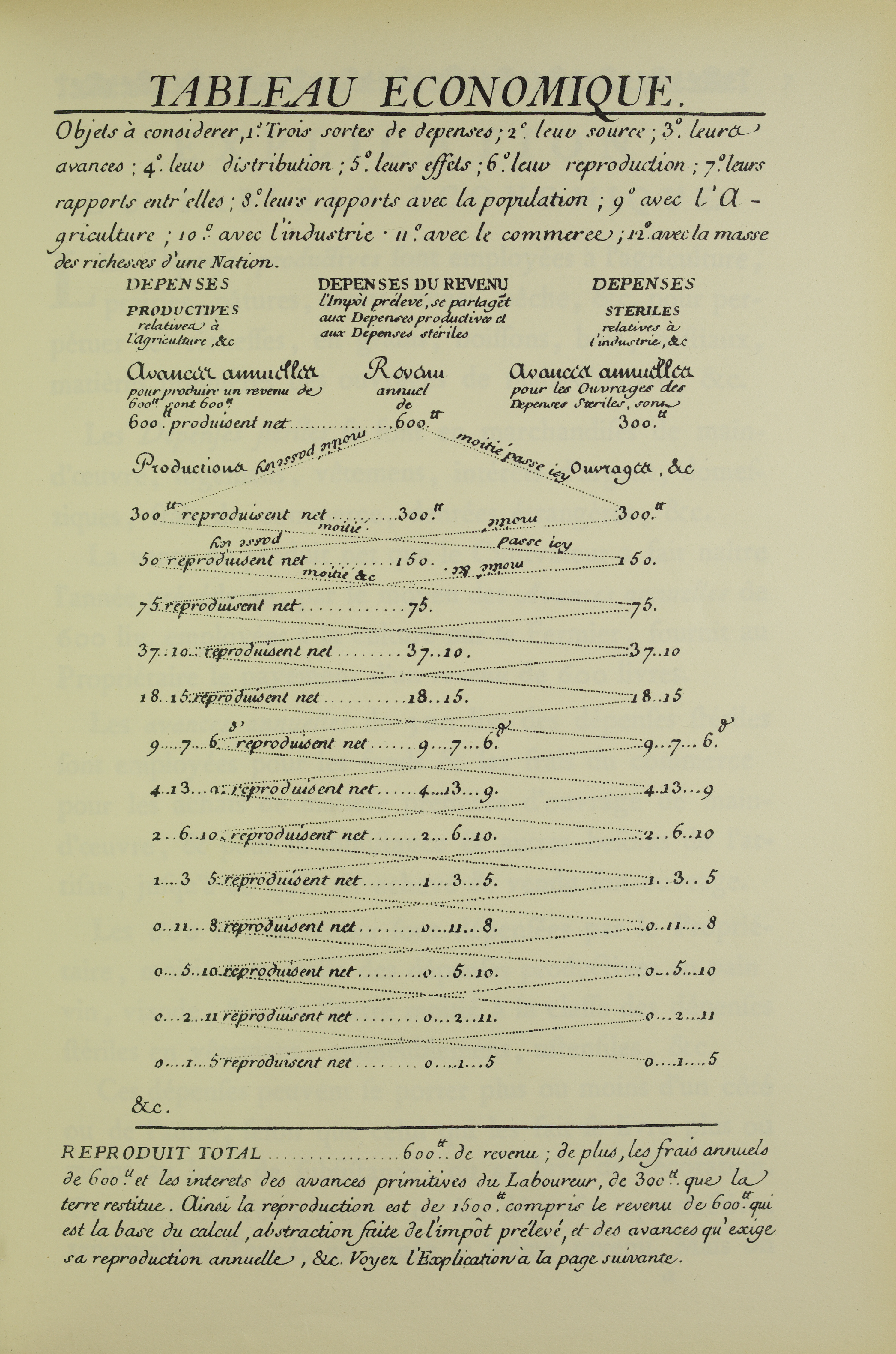
Tableau economique, 1965

- Observations sur les effets de la saignée, tant dans les maladies du ressort de la médecine que de la chirurgie, fondées sur les lois de l'hydrostatique avec des remarques critiques sur le Traité de l'usage des différentes sortes de saignées, de M. de Silva, 1730
- Essai physique sur l’économie animale, Paris, chez Guillaume Cavelier, 1736, in-12, XXVI-311 p. Texte en ligne ; 2e éd. (augmentée de deux vol.), Paris : chez Guillaume Cavelier, 1747, 3 vol. in-12, CXI-612, 662 et 768 p.
- L'Art de guérir par la saignée, où l'on examine en même tems les autres secours qui doivent concourir avec ce remède, ou qui doivent lui être préférés, dans la cure des maladies tant médicinales que chirurgicales, 1736
- Lettres sur les disputes qui se sont élevées entre les médecins et les chirurgiens sur le droit qu'a M. Astruc d'entrer dans ces disputes, sur la préférence qu'il se donne en comparant son ouvrage avec celui de Hery, 1737
- Préface du tome I des Mémoires de l'Académie royale de chirurgie, 1743 Texte en ligne
- Examen impartial des contestations des médecins et des chirurgiens, considérées par rapport à l'intérêt public, 1748
- Recherches critiques et historiques sur l'origine, sur les divers états et sur les progrès de la chirurgie en France, en collaboration avec François Bellial des Vertus, 1749 Texte en ligne
- Traité de la gangrène, 1749
- Traité de la suppuration, 1749
- Histoire de l'origine et des progrès de la chirurgie en France, en collaboration avec François Bellial des Vertus, 1749 Texte en ligne
- Traité des fièvres continues, 1753
- «Évidence », tome VI de l'Encyclopédie de Diderot et d'Alembert, 1756
- «Fermiers », tome VI de l'Encyclopédie de Diderot et d'Alembert, 1756
- «Grains », tome VII de l'Encyclopédie de Diderot et d'Alembert, 1757
- Maximes générales du gouvernement économique d'un royaume agricole, 1767
- Tableau économique de François Quesnay, 1758, 5 p.
- Analyse de la formule arithmétique du tableau économique de la distribution des dépenses annuelles d'une nation agricole de François Quesnay, 30 p.
- «Observations sur le droit naturel des hommes réunis en société», Journal de l'agriculture, septembre 1765
- Essai sur l'administration des terres, 1759 Texte en ligne
- par Victor Riqueti Mis de Mirabeau et F. Quesnay, Philosophie rurale ou Économie générale et particulière de l’agriculture, réduite à l’ordre immuable des lois physiques et morales qui assurent la prospérité des empires, Amsterdam (Paris) : libraires associés, 1763, in-4°, XXVI-412 p. (ou 3 vol. in-12) ; abrégé sous le titre Éléments de la philosophie rurale, La Haye : libraires associés, 1767-1768, in-12, II-CVI-241 p. et tableau
- Maximes générales du gouvernement agricole le plus avantageux au genre humain, 1768
- Physiocratie, ou Constitution naturelle du gouvernement le plus avantageux au genre humain, recueil publié par Pierre-Samuel Dupont de Nemours, 1768-1769, 2 volumes Texte en ligne
- Recherches philosophiques sur l'évidence des vérités géométriques, avec un projet de nouveaux éléments de géométrie, 1773
- Maximes générales du gouvernement agricole le plus avantageux au genre humain, Paris : Bureau de ‘la Correspondance’, 1775, in-folio

Obras completas
- Œuvres économiques et philosophiques de F. Quesnay, accompagnées des éloges et d'autres travaux biographiques sur Quesnay par différents auteurs publiées avec une introduction et des notes par Auguste Oncken, 1888. Texte en ligne
- François Quesnay et la physiocratie, préface par Luigi Einaudi ; présentation par Alfred Sauvy ; note introductive à la lecture des commentaires par Louis Salleron, Paris : Institut national d'études démographiques, 1958, 2 volumes.
- Quesnay et la physiocratie, recueil de texte présenté par Yves Guyot, Guillaumin, 1896 ; Institut Coppet, 2014.[6]
- Physiocratie : droit naturel, tableau économique et autres textes, édition établie par Jean Cartelier, Flammarion, Paris, 1991.
- Œuvres économiques complètes et autres textes, édités par Christine Théré, Loïc Charles et Jean-Claude Perrot, Paris : Institut national d'études démographiques, 2005, Nicolas Quesnay ( -19 juin 1707), proprétaire terrien, marié à Louise Giroux ( -18 octobre 1730),

- - François Quesnay (1694-1774),[7] marié le 30 janvier 1717 à Paris avec Jeanne Catherine Dauphin ( -1728)
    - Baise Guillaume Quesnay (Mantes, 1717-Saint-Germain-en-Viry (Nièvre), 18 mai 1797) marié en 1747 avec Catherine d'Éguillon,
      - Aimée Jeanne Virginie Quesnay de Beaurepaire (Saint-Germain, 21 juillet 1759-Saint-Pierre-le-Moûtier, 23 septembre 1788) mariée en 1779 avec Pierre Gabriel Vyau de Baudreuille, conseiller du roi, président lieutenant général du bailliage royal du Nivernois
      - Jean-Marc Quesnay de Beauvoir (1750-9 brumaire an XII) marié à Françoise de Faulconnier de Nanteuil. Il a eu pour parrain le comte d'Argenson et pour marraine la marquise de Pompadour,
      - Robert-François Joseph Quesnay de Saint-Germain (Valenciennes, 23 janvier 1751-Bassanges, 8 avril 1805) marié en 1777 avec Marie de Faulconnier de Montomat,
      - Philippine Gervais Quesnay (1752- ),
      - Alexandre-Marie Quesnay de Beaurepaire[8] (Saint-Germain-en-Viry, 22 novembre 1755-Charenton-Saint-Maurice, 8 février 1820), officier, il est allé aux États-Unis en 1777, peintre, fondateur de l'Académie des sciences et beaux-arts de Richmond, en Virginie, en 1788, avant de revenir en France, marié avec Catherine Cadier de Veauce,
        - Jean Marie Marc Quesnay de Beaurepaire (Moulins, 3 octobre 1797-Saumur, 25 octobre 1863) marié en 1821 à Marie Marguerite Becquet du Camp (Chinon le 12 juillet 1801- ), fille de Louis Becquet, propriétaire, et de Marguerite Marie Ducamp. Il est autorisé à ajouter de Beaurepaire à son nom en 1859.
          - Alfred Quesnay de Beaurepaire (1830-1898), romancier, historien et peintre. Il a été maître de dessin à l'École polytechnique en 1891, marié à Berthe Peyrol.
          - Jules Quesnay de Beaurepaire (1834-1923), magistrat et écrivain, procureur à la Cour d'appel de Paris (1889). Il a dressé l'acte d'accusation contre le général Boulanger. Il a donné sa démission quand l'affaire Dreyfus est arrivé devant la chambre criminelle de la Cour de cassation, en 1899, et a fait campagne contre les dreyfusards.

        - Marie Marguerite Joséphine Quesnay de Beaurepaire,

    - Marie Jeanne Nicole Quesnay (1723-1761) mariée en 1740 avec Prudent Hévin (1715-1789 ou 1790), maître-chirurgien, premier chirurgien de Madame,
      - Louis Prudent Alexandre Hévin (1753- )